# Dimeri
Dimeri (di- + -mer) su male molekule, niskomolekulski spojevi, koje se sastoje od dviju identičnih molekula ili dvaju identičnih monomera, povezane jakim ili slabim, kovalentnim vezama ili međumolekulskim silama. Novi je spoj istog sastava ali veće molekulske mase. 
Dimer nastaje ulančavanjem dvaju monomera. Ulančavanjem s monomerom dimer daje trimer. Dva dimera ulančavanjem tvore tetramer itd. Također, reakcijom dialkohola i dikiseline nastaje dimer.
Dimerizacijom se molekulski entitet A transformira u molekulski entitet A2.
Pojam "homodimer" rabimo kad su dvije molekule identične (npr. A-A) a "heterodimer" kad nisu identične (npr. A-B). Obratni proces od dimerizacije često se naziva disocijacijom. Kad dva suprotno nabijena iona se asociraju u dimere, naziva ih se Bjerrumovim parovima.